# Robert Koledž u Istanbulu
Robert Koledž u Istanbulu (Turski: İstanbul Özel Amerikan Robert Lisesi ili Robert Kolej) je nezavisna privatna srednja škola u Turskoj. Robert Koledž je škola za dečake i devojčice i nudi smeštaj svojim učenicima na svom kampusu od 26 hektara na evropskoj strani Istanbula u distriktu Bešiktaš, između dva mosta na Bosforu. Ka istoku se pruža Arnavutkoj (Arnavutköy), a ka zapadu Ulus
Ova institucija stara 156 godina je najstarija američka škola koja i dalje postoji na svom originalnom mestu van granica Sjedinjenih Američkih Država. Akreditovana je od strane Njujorške Asocijacije Nezavisnih Škola.
Robert Koledž ima dug spisak istaknutih bivših đaka, koji uključuje preduzetnike, političare, novinare, umetnike, dva turska premijera, dva bugarska premijera, tri člana turske vlade i jednog dobitnika Nobelove nagrade, Orhana Pamuka. Škola je član grupe G30 Škola.

## Istorija

### Osnivanje
1863. godine Robert Koledž je osnovan na Bebeku od strane Kristofera Roberta, bogatog američkog filantropa, i Kirusa Hamlina, misionara posvećenog obrazovanju. Šest godina nakon osnivanja, uz dozvolu vlade Osmanskog carstva, prvi kampus je podignut na Bebeku (današnji Južni Kampus Univerziteta Boazići). Prva zgrada škole je nosila ime ‘Hamlin’ u znak sećanja na Kirusa Hamlina. Nekoliko godina nakon osnivanja škole, 1878, umire Kristofer Robert. Prema članku naslovljenom ‘Testament jednog milionera’, koji je objavljen u Njujork Tajmsu 27. novembra 1878, Robert je ostavio značajan deo svog bogatstva Koledžu.

### Učvršćivanje škole
Katalog Koledža je sastavljen između 1878. i 1879. i on pruža informacije o predmetima i obrazovanju. Definišući ciljeve Koledža, u katalogu stoji: ‘Cilj Koledža je da svojim đacima, bez obzira na rasu ili religiju, pruži temeljno obrazovanje, jednako onom koje se može steći na najboljim američkim koledžima i zasnovano na istim generalnim principima.’
Nakon Hamlina, Robert Koledžom su upravljali Džordž Vošburn (1877—1903) i Kejleb F. Gejts (1903-1932). Iako je osnovana u vreme Osmanskog carstva i služila hiršćanskim manjinama i strancima u Carigradu (koji je nakon 1923. postao Istanbul) kao institucija višeg obrazovanja, škola je usvojila strogo sekularni model obrazovanja u skladu sa republikanskim principima Turske 1923. Robert Koledž je u prošlosti imao nižu srednju školu (junior high school), srednju školu i odsek sa visokoškolsko obrazovanje (univerzitet) pod imenima Robert Akademija (Robert Academy), Robert Viša Škola (Robert Yüksek) i Robert američki koledž za devojke (Robert American College for Girls). Od 1971. godine škola radi isključivo kao srednja škola (najviše nalik francuskom liceju) na svom kampusu na Arnavutkoju, ali zadržava ime koledž. Kampus na Bebeku, kao i svi zaposleni, pripali su Republici Turskoj kako bi bili korišćeni za Univerzitet Boazići, koji se smatra nastavkom odseka za visokoškolsko obrazovanje Robert Koledža.

## Obrazovanje
U skladu sa propisima Ministarstva Obrazovanja Republike Turske Архивирано на веб-сајту  (16. новембар 2019), od 1999. godine zvanični jezik nastave na časovima istorije i društvenih predmeta je turski jezik.

### Đaci
Robert Koledž svake godine prima između 180 i 220 učenika koji su rangirani u top 0.2% na državnom ispitu koji svaki turski učenik mora da položi kako bi se upisao u srednju školu nakon završene osnovne škole. Svake školske godine škola ukupno ima oko 1000 đaka.
U školskoj 1998/99. Godini školu je pohađalo 942 đaka, od kojih je 99% bilo turskog porekla.
Godine 1904. škola je imala oko 300 učenika, sa dovoljno kapaciteta da smesti njih 200. Lusi Meri Džejn Garnet je u svom delu iz 1904. Turski život u gradu i na selu napisala da je većina đaka u to vreme bila hrišćanske veroispovesti i da je koledž zahtevao od njih da odlaze na službu nedeljom i da bi ‘bilo opasno da bilo koji Musliman postane đak’ jer se vlada Osmanskog carstva nije slagala sa tim da jedan Musliman odlazi u crkvu. 1904. godine većinu đaka su činili Grci, Jermeni i Bugari.

### Zaposleni
Zaposleni imaju u proseku 20 godina iskustva u obrazovanju, a većina ima tursko ili američko državljanstvo. Trenutno zaposlene na Robert Koledžu čine 50% govornika turskog kao maternjeg jezika i 48% govornika engleskog kao maternjeg (što uključuje i zaposlene iz drugih država sa engleskog govornog područja, ne smo iz SAD-a). Šezdeset posto stalno zaposlenih profesora poseduje master diplomu i više.
Godine 1999. postojala su 102 profesora od kojih je 45% bilo turskog, a 32% američkog porekla. Te godine su školski savetnici bili turski državljani koji su govorili engleski. Počevši od iste godine, u skladu sa propisima Ministarstva Obrazovanja Republike Turske, škola je zapošljavala samo turske državljane da drže nastavu na predmetima istorije i drugih društvenih nauka. Škola obezbeđuje novac potreban za obrazovanje dece zaposlenih koji su stranog porekla.
Godine 1904. zaposlene su činili Amerikanci, Turci, Jermeni, Bugari i Grci.

### Kurikulum
Robert Koledž je srednja škola u trajanju od 5 godina. Prva godina (Prep) je uvodna godina u kojoj se učenici spremaju za rigorozan kurikulum, većinom na engleskom. Engleski je jezik koji se koristi na predavanjima iz prirodnih nauka, književnosti, fizičkog vaspitanja, umetnosti i muzike. Turski jezik je jezik predavanja na društvenim predmetima, kao i na časovima turskog jezika i književnosti.

### Visokoškolsko obrazovanje
Tradicionalno, maturanti Robert Koledža svoje obrazovanje nastavljaju na fakultetima u Sjedinjenim Državama ili u Turskoj, mada je poslednjih godina porastao broj učenika koji su odlučili da studiraju u Kanadu ili u Ujedinjenom Kraljevstvu. Svake godine, između 35 i 40% maturanata se odluči za studije u SAD-u. Godine 2006. Robert Koledž se najbolje rangirao na turskom maturskom ispitu (ÖSS) među svim ostalim privatnim školama. Iste godine, od 104 učenika koji su odlučili da studiraju u Turskoj, njih 29 je primljeno na Boazići Univerzitet, koji je najbolje rangirana škola u Turskoj. Od učenika koji svoje studije nastavljaju u Americi, veliki broj upiše najbolje Ivy League (Liga bršljana) fakultete.

## Kampus
Kampus od (260,000 m²) koji ima pogled na Bosfor, dom je istorijskim i modernim zgradama, kao i bogatoj flori i fauni jer većinu kampusa prekriva šuma.

### Zgrade kampusa
- Guld zgrada (Gould Hall): Zgrada je kao najstarija na kampusu poklon od Helen Guld Šepard, ćerke poznatog brokera sa Vol Strita, Džeja Gulda. Ona je donirala 150 hiljada dolara za njenu izgradnju, koja je otpočela 1911, a bila završena 1914. Danas je to dom učiionicama, glavnoj administraciji škole, biblioteci i Muzeju Nasledstva, odseku za turski jezik i književnost, kao i odseku za društvene nauke.
- Vuds Zgrada (Woods Hall): Dovršena 1914, ova zgrada je poklon od gospođe Henri Vuds i Helen Guld. Sve do 1900. Godine je korišćena kao zgrada prirodnih nauka, a danas se tu odvija nastava na pripremnoj godini (prep).
- Mičel Zgrada (Mitchell Hall): Prvobitno dom školskoj kantini, ova zgrada je poklon od gospođe Olivije E. Felps Stouks. Kao skromna žena, ona jee tražila da zgrada nosi  ime u znak sećanja na njenu prijateljicu Saru Lindlej Mičel. Danas se u ovoj zgrade nalaze učionice za matematiku, kompjuterski centar i jedna manja sala za konferencije.
- Sejdž Zgrada (Sage Hall): Poklon gospođe Margaret Olivije Sejdž, udovice Rasela Sejdža, poznatog bogataša 19. veka. Ova zgrada je jedna od retkih koja i dalje ima istu funkciju kao i u vreme kada je izgrađena. Danas je to dom za ženske đake, umetnički i fotografski studio.
- Bingam Zgrada (Bingham Hall): Izgradnju ove zgrade je pomogao Vilijam Bingam u znak sećanja na svoju majku. Danas u ovoj zgradi odsedaju muški učenici.
- Fejaz Berker Zgrada (Feyyaz Berker Hall): Ova zgrada je danas dom učionicama za prirodne nauke, a nazvana je prema jednom od najvećih donora Robert Koledža, Fejazu Berkeru. Na poslednjem spratu ove zgrade se nalazi Biološki Muzej koji ima jednu od najvrednijih kolekcija u Turskoj.
- Suna Kirač zgrada (Suna Kıraç Hall): Moderna dvorana sa velikom scenom, šminkernicama, modernim sistemom ozvučenja i osvetljenja i mestom za 512 ljudi. Dobila je ime prema Suni Kirač, bivšoj učenici i velikom dobrotvoru škole.
- Nežat Edžzadžibaši Zgrada (Nejat Eczacıbaşı Hall): Moderna sala za fizičko koja je otvorena 1990. godine. Nosi ime po istaknutom turskom bio-hemičaru.

## Značajni alumnisti
Još u vreme Osmanskog carstva, Robert Koledž je imao značajnnu ulogu u mnogim oblastima, od umetnosti do državne administracije. Garnet je u svom radu navodi da ‘nakon 40 godina od osnivanja škole mnogi maturanti drže položaje u upravama balkanskih oblasti’.
Bivši đaci ove škole su uspešni u oblastima žurnalistike, politike, umetnosti, inženjerstva, biologije, obrazovanja i sl. Jedan od najpoznatijih bivših đaka ove škole je svakako najviše nagrađivani turski pisac, Orhan Pamuk.

## Spoljašnje veze
- Zvanični sajt Robert Koledža
- Robert College: Leading the way through 150 years of history Архивирано на веб-сајту  (4. новембар 2019)
- Zvanični sajt Univerziteta Boazići